# Proceratophrys gladius
Proceratophrys gladius es una especie de anfibio anuro de la familia Odontophrynidae.

## Distribución geográfica
Esta especie es endémica del estado de São Paulo en Brasil. Se encuentra en São José do Barreiro en el parque nacional Serra da Bocaina a 1600 m sobre el nivel del mar en Serra da Bocaina.

## Descripción
El holotipo masculino mide 37,5 mm. Los machos miden de 28.8 a 45.9 mm y las hembras de 36.7 a 48.5 mm.

## Publicación original
- Mângia, Santana, Cruz & Feio, 2014 : Taxonomic review of Proceratophrys melanopogon (Miranda Ribeiro, 1926) with description of four new species (Amphibia, Anura, Odontophrynidae). Boletim do Museu Nacional, Nova Serie, Zoologia, vol. 531, p. 1–33[3]